# 순악질여사
"순악질여사"는 1980년에 개봉한 대한민국의 영화이다.

## 캐스팅
- 장미희 : 민공희 역
- 이영하
- 이승현
- 김인문
- 여운계
- 홍성민
- 안소영
- 김일란
- 한주열
- 국정환
- 조서희
- 장혁
- 김병조
- 제임스 브시
- 김병만
- 양성원
- 홍승일
- 유명순
- 박종설
- 안세영